# Sciroppo

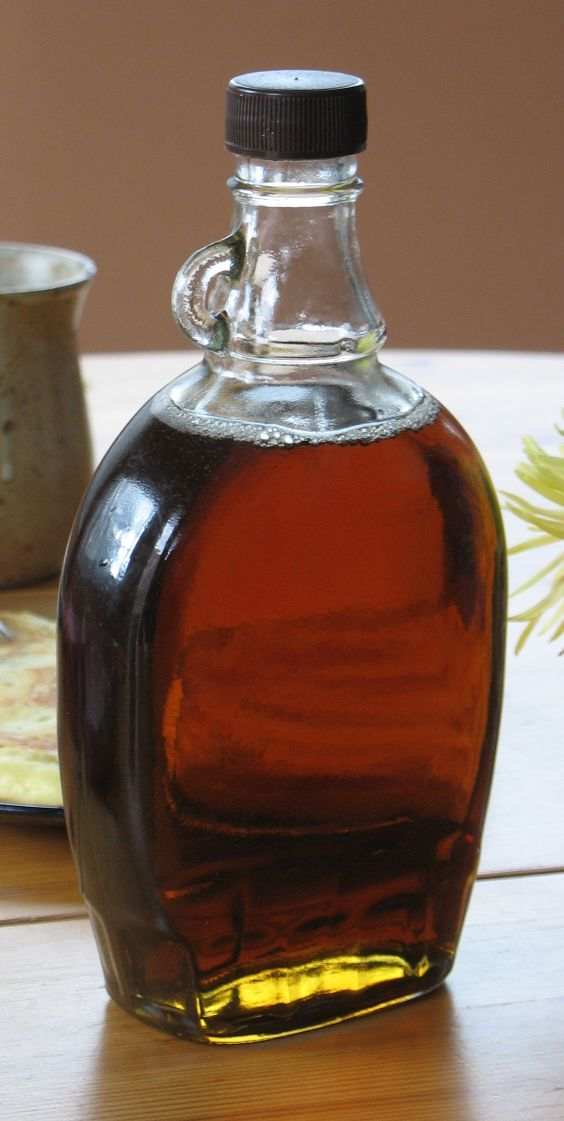
Una bottiglia di sciroppo d'acero

Lo sciroppo ad uso alimentare è una soluzione formata da zucchero ed acqua in proporzioni decrescenti ed è caratterizzato da gusto dolce e viscosità elevata. La formula originale contiene zucchero semolato - saccarosio - o zucchero di canna grezzo o bianco ad una concentrazione ottimale del 65/67 % p/p. , per una ottimale conservazione a lungo termine (shelf-life o T.M.C. di 36 mesi).
Il gusto dolce può essere ottenuto anche usando altri polioli (mannitolo, sorbitolo) o dolcificanti. In questo caso la proporzione del solvente (acqua) deve essere superiore rispetto ad una soluzione zuccherina, perché c'è il rischio di saturazione. Gli sciroppi hanno normalmente un gusto neutro. L'aromatizzazione dello sciroppo viene effettuata con aromi naturali o natural-identici. Viene utilizzato acido citrico come acidificante per ottenere l'acidità altrimenti naturalmente ottenuta con l'utilizzo di succhi, altresì come correttore del pH, per portarlo uguale o inferiore a 4,5. Altre sostanze vegetali come succhi o estratti completano la formula. Per decenni sono stati utilizzati coloranti azotati per la colorazione artificiale in quanto la bevanda ottenuta dalla diluizione dello sciroppo con un solvente, per lo più acqua, risulterebbe incolore e nella maggior parte dei casi trasparente. Vengono perciò utilizzate anche paste intorbidanti a base di emulsioni di agrumi o altre sostanze vegetali per donare infatti l'aspetto più simile a quello del frutto spremuto che si intende "imitare". Ad oggi l'industria tende all'utilizzo di fibre solubili per strutturare lo sciroppo ed ottimizzare la formula rendendola in gergo tecnico "funzionale" sia nell'aspetto sia nelle perfomances, che vengono richieste oggi ad uno sciroppo in settori quale quello ad esempio della mixology.
La concentrazione prescritta dalla Farmacopea Italiana per lo sciroppo semplice è del 66,5% p/p (saccarosio 665 g, acqua depurata 335 g). Le caratteristiche fisiche tipiche sono il peso specifico (1,32 a 20 °C) e la viscosità (201,5 mPa.s a 20 °C). Poiché la solubilità del saccarosio è di 2 g in 1 ml di acqua, la concentrazione dello sciroppo semplice corrisponde quasi (teorico g 67) a quella di una soluzione satura a temperatura ambiente. L'alta proporzione di zucchero conferisce anche stabilità allo sciroppo se viene comunque pastorizzato o mantenuto a pH uguale o inferiore a 4,5 in modo da contrastare la formazione di botulino.
Lo sciroppo semplice è molto resistente alla crescita microbica a causa della scarsa quantità di acqua disponibile, se viene comunque pastorizzato o conservato con antimicrobici. Inoltre la pressione osmotica di questa soluzione è molto elevata e non adatta allo sviluppo di microrganismi. Lo sciroppo deve essere conservato evitando eccessivi sbalzi di temperatura che potrebbero innescare l'iniziale cristallizzazione dello zucchero. I primi cristalli, agendo da nucleo, possono infatti favorire la separazione di una marcata quantità di saccarosio, rendendo così lo sciroppo fortemente insaturo e quindi adatto alla crescita batterica. 
Nel caso di riduzione della concentrazione di saccarosio per evitare la proliferazione di microrganismi si impiegano dei conservanti. In genere E 202 Potassio sorbato oppure E 211 Sodio benzoato anche se per quest'ultimo sono state sollevate criticità nell'interazione con alcuni coloranti sintetici. Si possono perciò aggiungere agli sciroppi l'acido benzoico o il benzoato di sodio, o loro miscele, l'acido sorbico o il sorbato di potassio in concentrazioni idonee (1,2 / 2 g/kg). Per usi particolari si preparano sciroppi in cui il saccarosio è sostituito interamente da altri zuccheri (p. es. glucosio e fruttosio), da alditoli (p. es. sorbitolo), da addensanti come la gomma di xantan o di guar o le pectine. Queste sostanze impartiscono alle preparazioni una viscosità molto simile a quella dello sciroppo semplice e l'aggiunta di un edulcorante sintetico riproduce un surrogato dello sciroppo semplice. Però la mancanza di grado brix,  percentuale in peso secco del prodotto, non percepita dal palato è ancor oggi difficilmente gradita dal pubblico e ancora meno da ingredienti o blend che abbiano necessità di "peso" in formula.

## Preparazione dello sciroppo semplice
Scaldare all'ebollizione, per 20 minuti, una quantità sufficiente di acqua depurata; mantenendo la temperatura a 80-85 °C, sciogliervi il saccarosio, agitando bene per disciogliere completamente lo zucchero. Mescolare per omogeneizzare e filtrare subito a caldo su garza, posta in un imbuto precedentemente riscaldato. Mescolare e portare a peso con acqua depurata, precedentemente bollita per 20 min. Non bisogna riscaldare eccessivamente. Infatti il saccarosio è un disaccaride e può venire idrolizzato. 

## Sciroppi aromatizzati
Essi vengono ottenuti per diretta mescolanza dei corrispondenti estratti fluidi con lo sciroppo semplice. Aggiunta di 5 g di estratto fluido (rapporto estratto: droga 1:1) a 95 g di sciroppo semplice. I più comuni sono quelli di menta, limone, lampone, cannella, arancia amara, arancia dolce, mandarino, zenzero.
Sciroppo di limone:
acido citrico monoidrato	25,0 g
acqua	25,0 g
tintura di limone	25,0 g
sciroppo semplice	925 g
Si discioglie l'acido citrico nell'acqua e si aggiungono lo sciroppo semplice e la tintura di limone.
Sciroppo di arancio:
tintura di corteccia di arancio dolce		50 ml
acido citrico (anidro)			5 g
talco			15 g
saccarosio			820 g
acqua purificata q.b. a			1000 ml
Si tritura il talco con la tintura e l'acido citrico ed a poco a poco si aggiungono 400 ml di acqua purificata. Si filtra; si lava il mortaio ed il filtro con tanta acqua purificata da portare il filtrato a 450 ml.
In questo filtrato si scioglie agitando, ma senza scaldare, il saccarosio e si aggiunge tanta acqua depurata fino a raggiungere il volume di 1000 ml.
Il talco serve per distribuire l'essenza presente nella tintura di arancio e come coadiuvante la filtrazione.

## Sciroppi medicati
Qualsiasi farmaco solubile o comunque disperdibile in acqua può essere veicolato con sciroppo semplice. Lo sciroppo semplice è usato per alcuni tipi di farmaci quali antitussivi, lassativi, amari, digestivi, antistaminici e chemioterapici. Per ragioni di solubilità negli sciroppi medicati, che contengono accanto al saccarosio ed alle sostanze correttive del gusto, anche dei farmaci, la concentrazione in saccarosio deve essere mantenuta notevolmente al di sotto del 65% p/pv, del limite cioè che ne assicura una lunga conservabilità. 

## Conservazione ed etichette
Gli sciroppi devono essere conservati in recipienti ben chiusi, a temperatura ambiente e, se prescritto, al riparo dalla luce. Per la presenza di corpi terpenici, specie negli sciroppi contenenti oli essenziali, la luce e l'ossigeno favoriscono reazioni di resinificazione (autossidazione). Per gli sciroppi in forma di emulsioni o di sospensioni è prescritta l'indicazione "agitare prima dell'uso".